# ماساهیکو کیمورا (بازیکن فوتبال)
ماساهیکو کیمورا (ژاپنی: 木村 允彦؛ زادهٔ ۱ اکتبر ۱۹۸۴) یک بازیکن فوتبال اهل ژاپن است.
از باشگاه‌هایی که در آن بازی کرده‌است می‌توان به باشگاه فوتبال گیفو و باشگاه فوتبال فاگیانو اوکایاما اشاره کرد.